# St.-Knuts-Tag
Der St.-Knuts-Tag (schwedisch tjugondedag jul oder tjugondag Knut; norwegisch St. Knuts dag oder tyvendedags jul; finnisch nuutinpäivä) ist der 20. und letzte Tag der Weihnachtszeit in Schweden, Norwegen und Finnland und wird am 13. Januar gefeiert.
In großen Teilen des Christentums dauert die Weihnachtszeit dreizehn Tage. Sie beginnt am 1. Weihnachtsfeiertag (25. Dezember) und endet mit dem Tag der Heiligen Drei Könige (6. Januar). In Schweden, Norwegen und Finnland dauert die Weihnachtszeit hingegen zwanzig Tage und endet erst am 13. Januar. In der katholischen Liturgie reichte der Weihnachtsfestkreis (bis zur Liturgiereform in den 1960er Jahren) bis zu Mariä Lichtmess am 2. Februar, wobei am 13. Januar als Oktavtag des Dreikönigsfests der Taufe Jesu gedacht wurde. Heute dauert der Weihnachtsfestkreis bis zum Fest der Taufe Jesu am Sonntag nach Drei König. In der Evangelischen Kirche in Deutschland endet der Weihnachtsfestkreis  am 1. Februar (seit Einführung der aktuellen Perikopenordnung von 2018).

## Tradition
An diesem Tag werden traditionell die Kerzen und der Schmuck von den Weihnachtsbäumen entfernt. Dies kann in einem feierlichen Rahmen stattfinden, der in der Plünderung der übrig gebliebenen Süßigkeiten, mit denen die Bäume verziert waren, endet (julgransplundring). Insbesondere für die Kinder kann das noch einmal ein festlicher Höhepunkt sein. Anschließend werden die Bäume aus der Wohnung entfernt und entsorgt.

## Geschichte
Der Tag ist benannt nach Knut IV. dem Heiligen, König von Dänemark. Einige Quellen behaupten, dass König Knut IV. die Anordnung gegeben habe, die Weihnachtszeit auf 20 Tage zu verlängern und dass der Tag deshalb so genannt wird. Andere Quellen behaupten, Knut IV. sei an diesem Tag im Jahr 1086 gestorben.

## Knutsbock
Im ländlichen Finnland wurde noch bis in die Nachkriegszeit der Knutstag am 13. Januar durch Umzüge begangen, in denen ein maskierter Knutsbock (finnisch nuuttipukki), oft in Gefolge, von Haus zu Haus zog. Diese Gestalt war in Tierfelle gehüllt, bis zur Unkenntlichkeit maskiert und in der Regel auch gehörnt. Als eine Art früher Anti-Weihnachtsmann mit vorchristlichen, heidnischen Wurzeln war der Knutsbock vor allem furchteinflößend; er verteilte keine Geschenke, sondern bediente sich frech an allem, was im Hause vom Weihnachtsschmaus übrig geblieben war – nicht zuletzt an alkoholischen Getränken. Dieser Mummenschanz ist mittlerweile in Finnland fast völlig verschwunden. Übrig geblieben ist von diesem Brauchtum aber nicht zuletzt der Name(nsteil) „-pukki“, Bock, denn der finnische Weihnachtsmann wird „joulupukki“ genannt (wörtlich: „Weihnachtsbock“, nicht: „-mann“; vgl. altnordisch: Jul/Wintersonnenwendfest). Der finnische „joulupukki“ ist heutigentags eine gutmütige, großväterliche Gestalt, die den weltweit bekannten Weihnachtsmann-Darstellungen folgt: weißer Bart, ein wenig dickbäuchig, in Rot gekleidet und mit Zipfelmütze.

## Kommerzialisierung
Der schwedische Möbelkonzern Ikea nimmt den St.-Knuts-Tag seit einigen Jahren für eine nachweihnachtliche Werbekampagne zum Anlass. In den Werbespots wird das Fest „Knut“ genannt („Ikea feiert Knut“).

## Neue Bräuche
In Deutschland wird, oft von der Freiwilligen Feuerwehr oder von örtlichen Vereinen mit Unterstützung organisiert, ein Weihnachtsbaumbrennen mit Verkauf von Grillgut, Tee und Glühwein durchgeführt.